# Державне агентство України з питань відновлення Донбасу
Державне агентство України з питань відновлення Донбасу — колишній центральний орган виконавчої влади України, утворений 10 вересня 2014 р. Постановою Кабінету Міністрів № 442.
Установа повинна була працювати над відновленням міст та сіл, зруйнованих терористами, соціальним захистом переселенців із зони АТО, пошуком для них роботи та відновленням промисловості регіону.
20 квітня 2016 року Агентство злили з Держслужбою з питань АР Крим та Севастополя, утворивши Міністерство з питань тимчасово окупованих територій та внутрішньо переміщених осіб.

## Статус
Положення про Державне агентство з питань відновлення Донбасу було затверджене 26 листопада 2014 р.
Агентство реалізує державну політику з питань відновлення Донецької та Луганської областей (Донбасу). Його діяльність спрямовується і координується Кабінетом Міністрів України через Віце-прем'єр-міністра України — Міністра регіонального розвитку, будівництва та житлово-комунального господарства.
Агентство повинно стати ключовим у координації проєктів допомоги територіям, постраждалим від російської агресії на Сході України. Воно координуватиме використання державних субвенцій, кредитних ресурсів, а також діяльності міжнародних гуманітарних організацій.

### Завдання
Основними завданнями Агентства є реалізація державної політики щодо:
1. здійснення заходів з відновлення об'єктів промисловості, соціальної і транспортної інфраструктури, житлового фонду та систем життєдіяльності населених пунктів Донецької та Луганської областей, що зазнали пошкоджень у результаті проведення антитерористичної операції;
2. участі у забезпеченні соціального захисту, а також соціальної та професійної адаптації осіб, які переміщуються з районів проведення антитерористичної операції або проживають на території Донецької та Луганської областей;
3. забезпечення розвитку промисловості Донецької та Луганської областей.

### Повноваження
Агентство відповідно до покладених на нього завдань:
1. узагальнює практику застосування законодавства з питань, що належать до його компетенції, розробляє пропозиції щодо вдосконалення законодавчих актів;
2. координує здійснення заходів з питань відновлення і розвитку Донецької та Луганської областей;
3. збирає та аналізує інформацію про необхідність здійснення заходів з відновлення об'єктів інфраструктури;
4. збирає та аналізує інформацію про необхідність забезпечення житлом, надання медичної допомоги та вирішення інших питань соціального захисту переміщених осіб;
5. готує пропозиції щодо відновлення мирного життя, стабілізації ситуації та забезпечення сталого соціально-економічного розвитку окремих районів Донецької та Луганської областей;
6. сприяє соціальному забезпеченню переміщених осіб;
7. розробляє пропозиції щодо визначення об'єктів інфраструктури, що потребують першочергового відновлення;
8. готує пропозиції щодо відновлення об'єктів інфраструктури;
9. вносить на розгляд віцепрем'єр-міністра України — Міністра регіонального розвитку, будівництва та житлово-комунального господарства пропозиції щодо залучення інвестицій і кредитів, у тому числі коштів міжнародних фінансових організацій та міжнародної технічної допомоги;
10. забезпечує відповідно до законодавства проведення роботи із залучення коштів з додаткових (позабюджетних) джерел для фінансування завдань, заходів та проєктів з питань відновлення і розвитку Донецької та Луганської областей;
11. забезпечує підготовку інвестиційних проєктів (пропозицій);
12. організовує у межах повноважень роботу із залучення міжнародної технічної допомоги;
13. забезпечує координацію діяльності центральних та місцевих органів виконавчої влади, органів місцевого самоврядування, підприємств, установ і організацій щодо реалізації міжнародних проєктів і програм з питань, що належать до його компетенції;
14. забезпечує реалізацію завдань, заходів та проєктів з питань відновлення і розвитку Донецької та Луганської областей, а також аналізує стан їх реалізації;
15. організовує проєктування, нове будівництво, реконструкцію, капітальний та поточний ремонт об'єктів інфраструктури, що потребують відновлення;
16. забезпечує реалізацію завдань, заходів та проєктів як державний замовник державних цільових програм, зокрема шляхом проведення моніторингу стану їх виконання;
17. здійснює у межах повноважень державно-приватне партнерство з питань відновлення і розвитку Донецької та Луганської областей;
18. забезпечує висвітлення результатів діяльності центральних і місцевих органів виконавчої влади, органів місцевого самоврядування та інформування громадськості з питань, що належать до його компетенції;
19. сприяє провадженню громадськими організаціями, громадськими спілками, волонтерами та їх організаціями діяльності з питань відновлення і розвитку Донецької та Луганської областей;
20. бере участь у підготовці міжнародних договорів України та відповідно до законодавства забезпечує їх виконання; відповідно до законодавства укладає міжнародні договори України міжвідомчого характеру; здійснює міжнародне співробітництво з питань, що належать до його компетенції;
21. здійснює управління об'єктами державної власності, що належать до сфери його управління;
22. взаємодіє з органами виконавчої влади та органами місцевого самоврядування з підготовки і реалізації завдань, заходів та проєктів з питань відновлення і розвитку Донецької та Луганської областей;
23. здійснює розгляд звернень громадян;
24. здійснює інші повноваження, визначені законом.

## Керівництво
Агентство очолює Голова, який призначається на посаду та звільняється з посади Кабінетом Міністрів України за поданням Прем'єр-міністра України, внесеним на підставі пропозицій віцепрем'єр-міністра України — Міністра регіонального розвитку, будівництва та житлово-комунального господарства.
Голова Агентства має двох заступників, у тому числі одного першого.

### Перелік голів Агентства
| № з/п | ПІБ                        | Дата призначення | Дата звільнення |
| ----- | -------------------------- | ---------------- | --------------- |
| 1     | Ніколаєнко Андрій Іванович | 22 вересня 2014  | 14 жовтня 2014  |
| 2     | Черниш Вадим Олегович      | 26 червня 2015   | 20 квітня 2016  |